# Merdanja
Merdanja (bułg. Мерданя) – wieś w Bułgarii, w obwodzie Wielkie Tyrnowo, w gminie Laskowec. W 2024 roku liczyła 564 mieszkańców.